# Фундан (Эспириту-Санту)
Фундан (порт. Fundão)  —  муниципалитет в Бразилии, входит в штат Эспириту-Санту. Составная часть мезорегиона Северное побережье штата Эспириту-Санту. Находится в составе крупной городской агломерации. Входит в экономико-статистический  микрорегион Линьярис. Население составляет 16 431 человек на 2009 год. Занимает площадь 279,648 км². Плотность населения — 58,8 чел./км².

## История
Город основан 5 июля 1933 года.

## Статистика
- Валовой внутренний продукт на 2005 составляет 246.638.000,00 реалов (данные: Бразильский институт географии и статистики).
- Валовой внутренний продукт на душу населения на 2005 составляет 16.353,00 реалов (данные: Бразильский институт географии и статистики).
- Индекс развития человеческого потенциала на 2000 составляет 0,752 (данные: Программа развития ООН).

## География
Климат местности: тропический. В соответствии с классификацией Кёппена, климат относится к категории Aw.